# 国鉄5300形蒸気機関車
5300形は、1882年（明治15年）から1890年（明治23年）にかけて、イギリスのベイヤー・ピーコック社(Beyer, Peacock & Co. Ltd., Gorton Foundry)で製造され、輸入された蒸気機関車である。官設鉄道（後の国鉄）で使用されたほか、日本鉄道、山陽鉄道でも同形機が使用された。ピーコック社製のテンダー機、略して「ピーテン」と呼ばれる一連の蒸気機関車の一党である。
日本鉄道及び山陽鉄道の同形機は、1906年（明治39年）に制定された鉄道国有法により官設鉄道に移管され、1909年（明治42年）の鉄道院が制定した車両形式称号規程により、5300形となった。両数は、官設鉄道が12両、日本鉄道が2両、山陽鉄道が10両の計24両である。
本形式は1921年（大正10年）から1923年（大正12年）にかけて、東武鉄道に譲渡された2両を除く22両がタンク機関車に改造され960形となっている。
官設鉄道および甲武鉄道、山陽鉄道では、1889年（明治23年）および1891年（明治25年）にニールソン（ネルソン）社(Neilson & Co., Hyde Park Locomotive Works)製を計14両（後の5400形）、関西鉄道では1890年にダブス社(Dübs & Co., Glasgow Locomotive Works)製の2両（後の5450形）を輸入し、山陽鉄道では1901年（明治34年）および1903年（明治35年）にニールソン社製を模倣して自社兵庫工場で2両（後の5480形）を製造しており、本項ではこれらについても取扱う。

## 構造
4-4-0（2B - 先輪2軸動輪2軸）の車軸配置を持つ、2気筒単式、飽和式のテンダー式蒸気機関車で、動輪直径は1372mmである。5500形系列では、動輪の軸距を伸ばして運転台の直下に置き、火室を第1動輪と第2動輪の間に配したが、本形式では、第2動輪が運転台の直前、火室の横に置かれており、安定感のある5500形系列に対してスタイルに不安定感がある。
また、ランボード（歩み板）の前部が斜めに上がり、シリンダがそれに沿う形で斜めに取り付けられている。銘板は第1動輪スプラッシャー（泥除け）の装飾を兼ねた扇形の大きなものが取付けられており、第2動輪のスプラッシャーにも同様の飾りが付けられている。テンダー（炭水車）は、日本鉄道のものが2軸固定式、その他が3軸固定式である。
弁装置はスティーブンソン式、安全弁はラムズボトム式である。
5300形と5400形は、別会社の製造であるが非常に似ており、ランボードの斜め部分の立上がり位置が5300形では第1動輪のスプラッシャーと砂箱の少し前であるのに対し、5400形では第1動輪の中心の350 mmほど前方となっている。5450形については、ロンドンの科学博物館に写真・図面が保存されており、ボイラー中心高さが38 mm高く、ランボード縁取りが前部端梁まで延長され、スプラッシャ―やステップ、炭水車等随所に相違点がみられる。

## 5300形

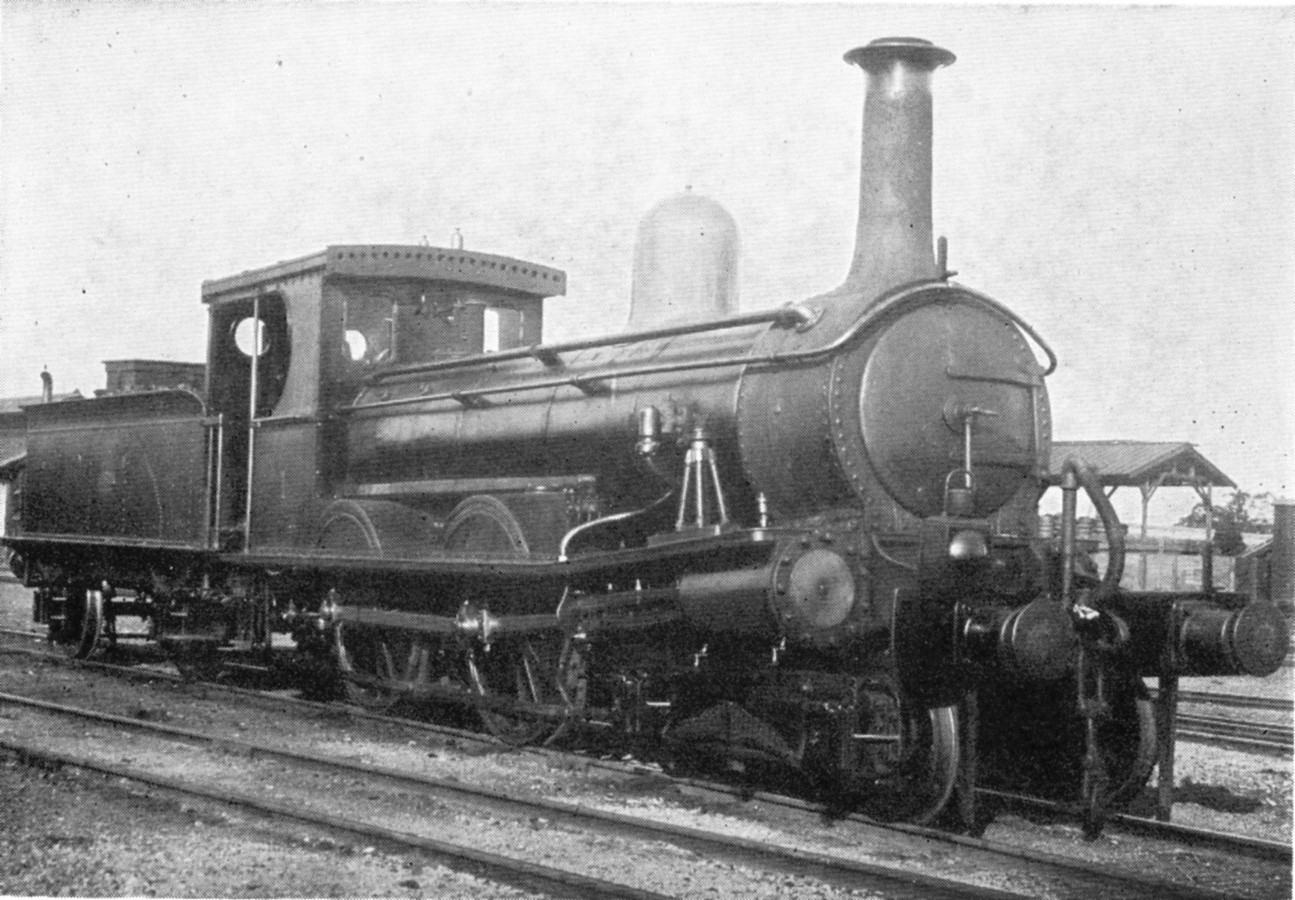
日本鉄道 1（後の鉄道院 5312）

### 運転・経歴
本形式は日本鉄道の開業用として、1882年に2両（製造番号2161，2162）が製造、輸入された日本初の「ピーテン」である。当時の方法に則り、官設鉄道が輸入を代行しており、一旦官設鉄道籍に入ってから、日本鉄道に振り向けられた。官設鉄道では、R形（31, 33）となったが、1893年（明治26年）に正式に日本鉄道に譲渡され、Pbt2/4形（2，1（2代））となった。
官設鉄道では、1888年（明治21年）に翌年に予定された東海道線全通時の増強用として12両（製造番号2990 - 2995, 2999 - 3004）を注文し、翌年納入された。官設鉄道では、先に日本鉄道用に振り向けたものと同じR形に編入し、106 - 128（偶数）に付番した。このときのものは、日本鉄道のものより蒸気圧力が上げられて、9.8kg/cm2となっている。1892年には114 - 126（偶数）の7両が東部、106 - 108（偶数）、128の5両が西部に配置されており、1893年には77 - 84, 86 - 92（偶数）に改番された。1898年（明治31年）の鉄道作業局の形式称号規程では、D5形に類別された。
山陽鉄道では、1890年に10両（製造番号3132 - 3141）を輸入し、形式3（9 - 18）とした。山陽鉄道のものは、ボイラーを新設計のものとし、運転室の幅を拡大しており、第2動輪のスプラッシャーは、運転室側面と一体ではなくなっている。
日本鉄道と山陽鉄道の14両は、1906年（明治39年）に制定された鉄道国有法により、両社が買収・国有化されたのにともない、官設鉄道籍となり、1909年（明治42年）の鉄道院の車両形式称号規程では、5300形（5300 - 5323）となった。新旧番号対照は、次のとおりである。
- 官設鉄道 D5形（77 - 84, 86, 88, 90, 92） → 5300形（5300 - 5311）
- 日本鉄道 Pbt2/4形（1, 2） → 5300形（5312, 5313）
- 山陽鉄道 形式3（9 - 18） → 5300形（5314 - 5323）

国有化後は、官設鉄道の12両は中部鉄道局に配置され、東海道線および北陸線で使用されていたようである。山陽鉄道の10両は山陽線東部に配置され、京都や大阪から乗り入れる急行・直行列車の牽引に充てられていた。その後、5314, 5316, 5319 - 5321, 5323の6両は中部鉄道局に転用され、さらにその後の移動により、1911年（明治44年）10月末には22両が中部鉄道局に揃っていた。
一方、旧日本鉄道の5312, 5313は、東部鉄道局に配置され、錦糸町庫で入換専用になっていたが、1914年（大正3年）2月に東武鉄道に譲渡され、同社のB2形（27, 28）となった。
鉄道院に残った22両は、当時急速に開業しつつあったローカル線で使用するため、1921年（大正10年）から1923年（大正12年）にかけ、浜松工場で4-4-2(2B1)型のタンク機関車960形（960 - 981）に改造され、この改造の終了をもって5300形は消滅した。

### 主要諸元
5300 - 5311の諸元を記す。
- 全長：13,619mm
- 全高：3,658mm
- 軌間：1,067mm
- 車軸配置：4-4-0(2B)
- 動輪直径：1,372mm
- 弁装置：スチーブンソン式基本型
- シリンダー（直径×行程）：394mm×559mm
- ボイラー圧力：9.8kg/cm2
- 火格子面積：1.35m2
- 全伝熱面積：83.2m2
- 機関車運転整備重量：28.1t
- 機関車動輪上重量（運転整備時）：19.9t
- 炭水車重量（運転整備時）：14.2t
- 炭水車重量（空車）：t
- 水タンク容量：5.68m3
- 燃料積載量：2.57t
- 機関車性能
  - シリンダ引張力（0.85P）：5,270kg
- ブレーキ装置：手ブレーキ、蒸気ブレーキ（当初）、真空ブレーキ（改装後）

### 960形

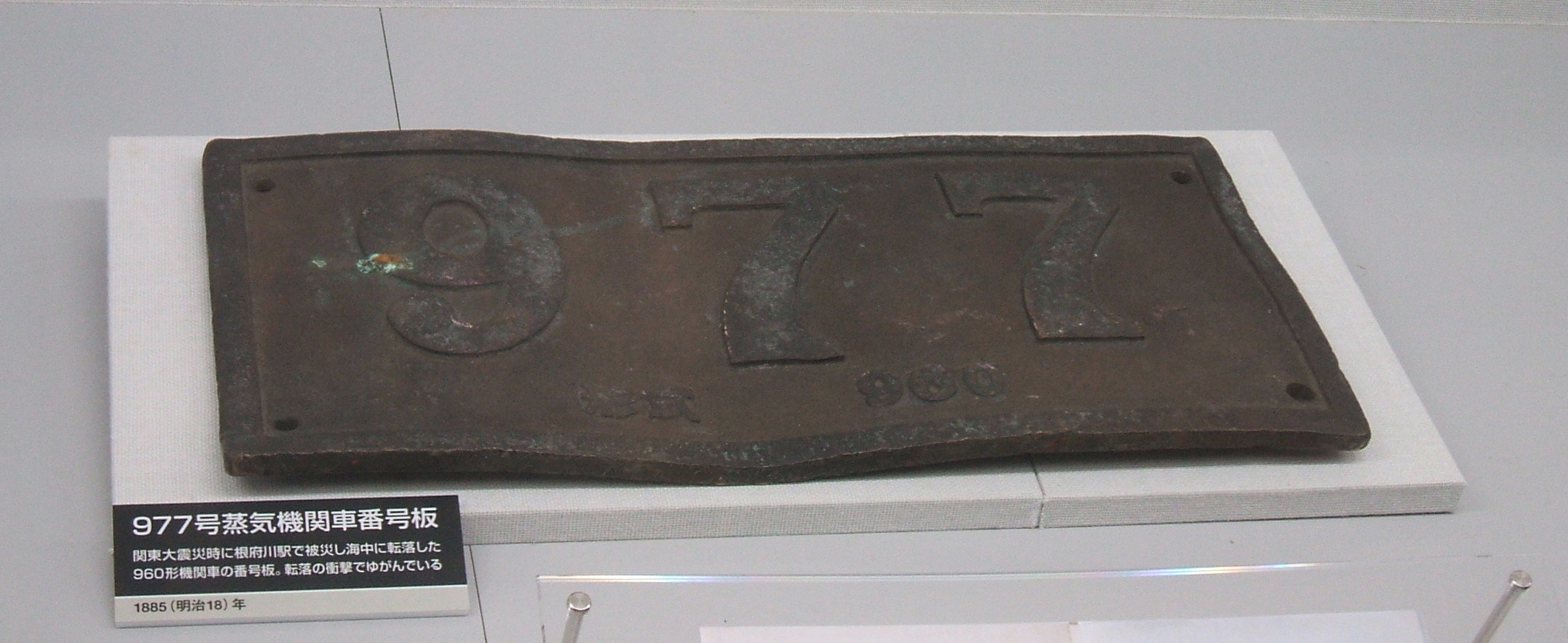
鉄道博物館に展示されている977の番号板

960形は、5300形をタンク機関車に改造したもので、運転台前方左右に側水槽、後部に炭庫を増設し、炭庫の下部に従軸を1軸追加して、4-4-2(2B1)の車軸配置としている。この改造は、後に5500形、6200形といった4-4-0(2B)型テンダー式機関車にも実施され、本形式はその最初のものである。

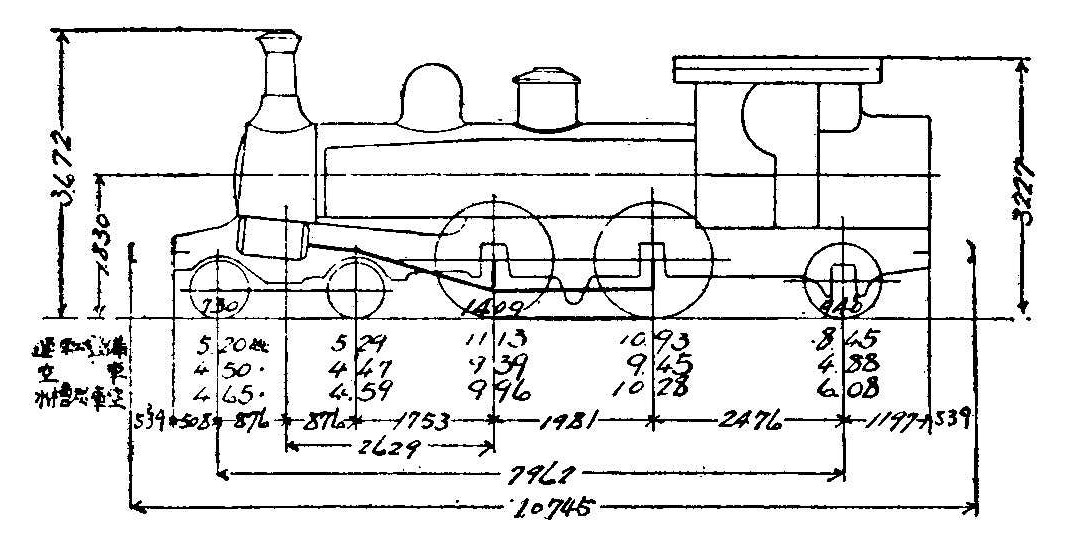
形式図

当時鉄道院に残っていた22両全車に対して、浜松工場で改造が行われ、960 - 969が仙台鉄道局に、970 - 975が名古屋鉄道局に、976 - 981が東京鉄道局に配置された。
番号の新旧対照は、次のとおり。
5321, 5318, 5322, 5308, 5319, 5309, 5317, 5311, 5314, 5301, 5310, 5316, 5320, 5315, 5300, 5302, 5323, 5307, 5305, 5304, 5306, 5303 → 960 - 981
このうち977は、1923年（大正12年）9月1日に東海道線根府川駅構内で関東地震によって発生した土砂崩れに巻き込まれて海中に転落し、廃車となった（根府川駅列車転落事故）。残りの21両は、すべて仙台鉄道局に集まり、1941年（昭和16年）まで在籍した。
1940年（昭和15年）に960が五戸電気鉄道（後の南部鉄道）、961が日東紡績福島工場、1941年に973が日鉄鉱業赤谷鉱業所（後に羽鶴鉱業所に移動）に譲渡され、973は1960年代初めまで使用された。

#### 主要諸元
- 全長：10,785mm
- 全高：3,672mm
- 軌間：1,067mm
- 車軸配置：4-4-2(2B1)
- 動輪直径：1,400mm
- 弁装置：スチーブンソン式
- シリンダー（直径×行程）：406mm×559mm
- ボイラー圧力：8.4/9.1/11.3kg/cm2（3種あり）
- 火格子面積：1.31m2
- 全伝熱面積：92.9m2
- 機関車運転整備重量：41.0t
- 機関車動輪上重量（運転整備時）：22.1t
- 水タンク容量：5.90m3
- 燃料積載量：1.97t
- 機関車性能
  - シリンダ引張力：4,700kg（8.4kg/cm2のとき）
- ブレーキ装置：手ブレーキ、真空ブレーキ → 空気ブレーキ

### 東武鉄道B2形
1914年2月に鉄道院から5312, 5313の譲渡を受けたもので、東武鉄道ではB2形（27, 28）として使用した。当初は、伊勢崎線系統で貨物列車牽引用に使用されていたが、2両とも太平洋戦争中に開業した熊谷線に移り、混合列車の牽引に使用され、1964年（昭和39年）に廃車された。保存車はない。

## 5400形

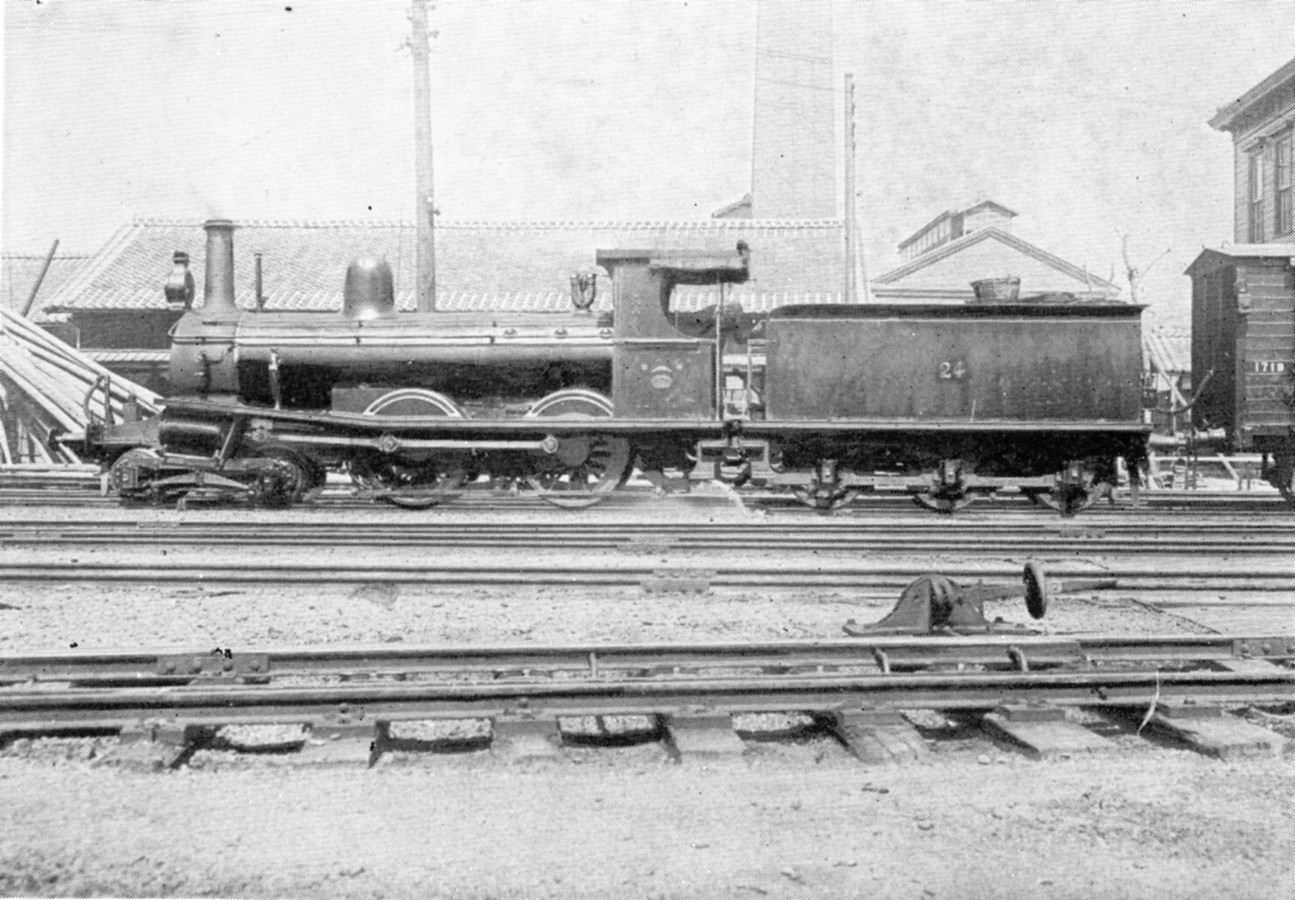
山陽鉄道 24（後の鉄道院 5412）

5400形は、1889年（明治22年）に官設鉄道がイギリスのニールソン社から8両を輸入したもので、日本初のニールソン社製の蒸気機関車である。同社製で、後に官設鉄道の主力として多数輸入された6200形系列が「ネルソン」と愛称されたのに対し、やや小型の本形式は「小ネルソン」と呼ばれた。
官設鉄道ではT形（178 - 192（偶数））とされたが、このうち190は山陽鉄道に振り向けられて同社の4形(19)に、192は甲武鉄道に振り向けられて同社の3となった。甲武鉄道の3は、1897年（明治30年）に官設鉄道に戻り、205となっている。1898年の鉄道作業局の形式称号規程では、ベイヤー・ピーコック製の同形機とともにD5形に類別され、番号は117 - 123に改められた。
山陽鉄道では1891年に同形機を6両増備し、先の19に続いて4形（20 - 25）としている。1906年に山陽鉄道が国有化されたのにともない、官設鉄道に編入された。1909年に制定された鉄道院の車両形式称号規程では5400形とされ、官設鉄道の7両が5400 - 5406、旧山陽鉄道の7両が5407 - 5413となった。
国有化後の配置は、豊岡、米子、大津で、東海道線や山陰線で使用された。大正末期には、4両が北海道、10両が四国に転じたが、その間もなく、1926年（大正15年）から1928年（昭和3年）にかけて全車が廃車解体された。炭水車については水槽車として再活用され、2両がミ170形、4両がミ250形となった。

## 5450形
5450形は、関西鉄道が1890年にイギリスのダブス社から2両を輸入した。形態的には5300形の最初の2両の仕様を示して注文したものだが、各部に違いがある。炭水車は2軸である。関西鉄道では、形式9「飛龍（ひりょう）」（9, 10）と称した。1906年、関西鉄道の国有化により官設鉄道籍となり、1909年の車両形式称号規程制定により5450形（5450, 5451）となった。
国有化後は北海道に移り、1921年および1922年に廃車された。保存車、譲渡車はない。

## 5480形

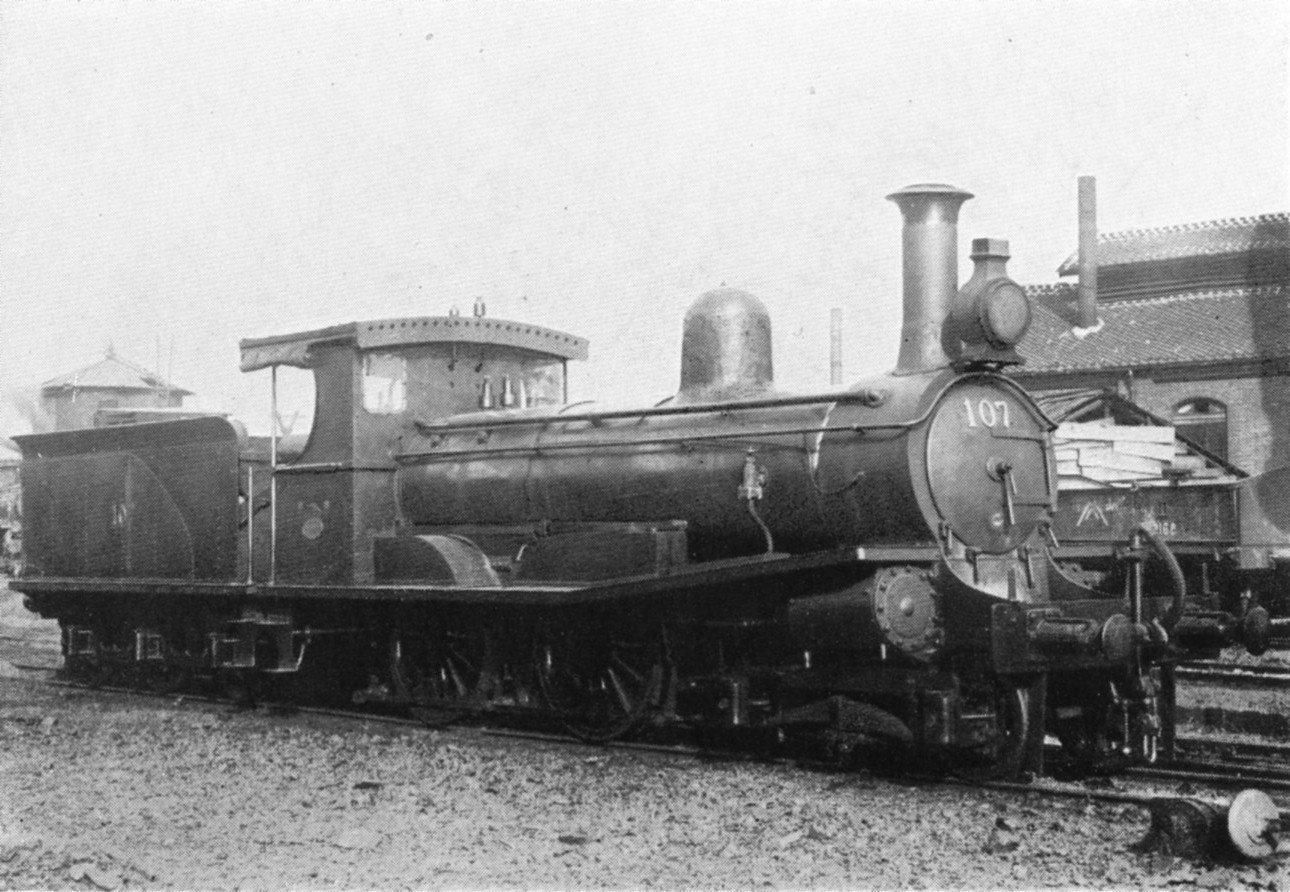
山陽鉄道 107（後の鉄道院 5481）

5480形は、山陽鉄道が1901年および1903年にベイヤー・ピーコック製の5300形、ニールソン社製の5400形を模倣して、自社兵庫工場で2両を製作したものである。旧日本鉄道の5270形と同様、予備部品の活用による製作と考えられ、原型である5300形・5400形の輸入から10年を経ているものの、これらとよく似ていた。2両は全く同じではなく、山陽鉄道106（後の国鉄5480）は5300形に、107（後の国鉄5481）は5400形に似ていたが、炭水車などは両者を折衷したような形態であった。煙管本数は、5300形や5400形の170本に比べて18本少ない152本と記録されている。
山陽鉄道では18形（106, 107）と称し、国有化後の1909年に実施された改番では5480形（5480, 5481）となった。国有化後の配置は山陰線、岡山で、最後は関西線に配置され、1922年に廃車された。保存車、譲渡車はない。